# Campo Marzio

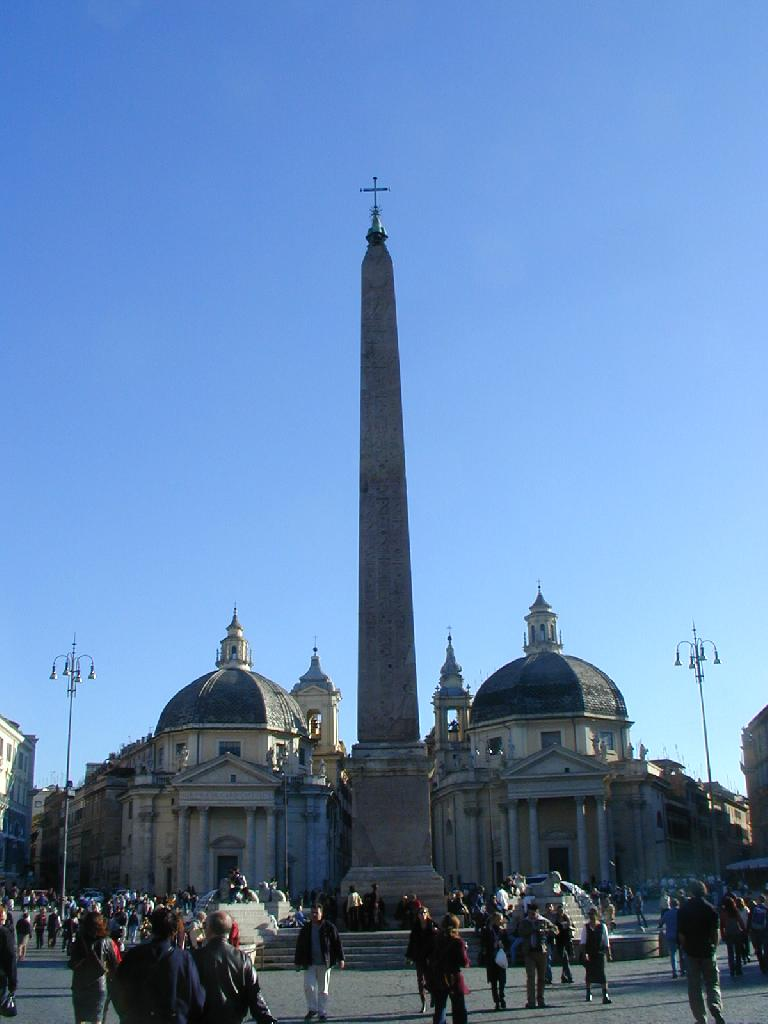
Tvillingkyrkorna vid Piazza del Popolo.

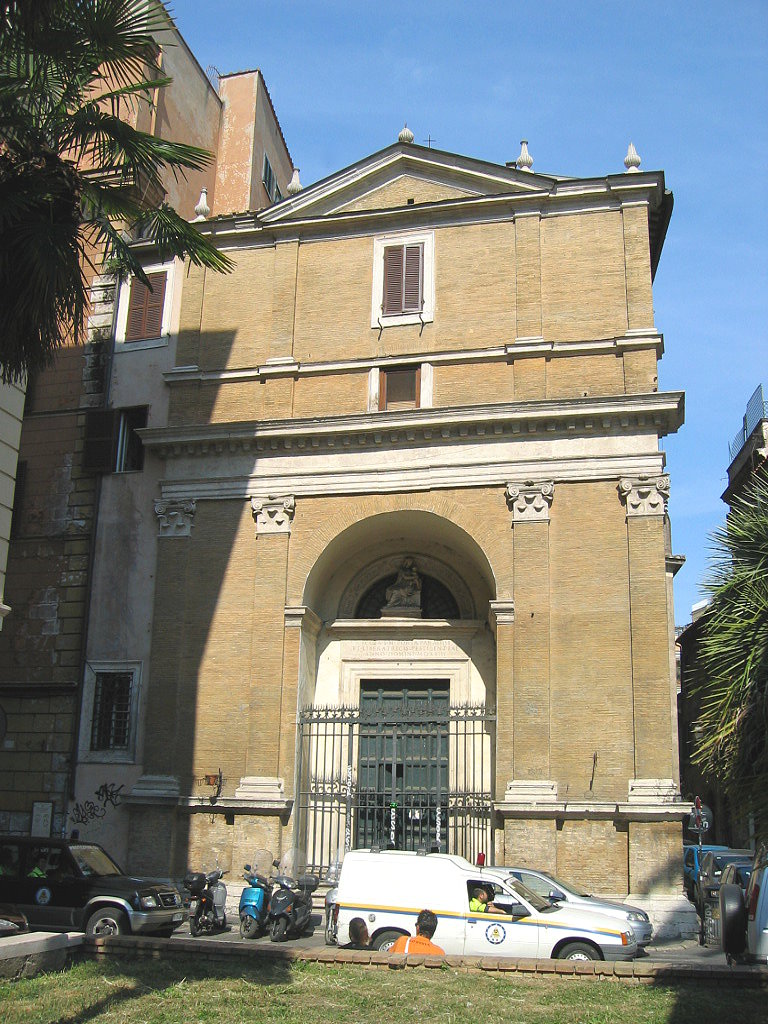
Sjukhuskyrkan Santa Maria in Porta Paradisi

Campo Marzio, latin Campus Martius, svenska Marsfältet, uppkallat efter guden Mars, är ett område på cirka 2 km² i Rom, beläget mellan Pincio, Quirinalen, Capitolium och Tibern. Det fjärde av Roms 22 rioni Rione Campo Marzio är uppkallat efter Campo Marzio.
Under romersk kejsartid var Marsfältet en plats för idrotts- och exercisövningar. Dagens Campo Marzio hyser i hög grad palats och kyrkor från renässans och barock. 

## Torg
- Piazza del Popolo
- Piazza di Spagna
- Piazza Nicosia

## Gator
- Via Bocca di Leone
- Via Borgognona
- Via dei Condotti
- Via del Babuino
- Via del Corso
- Via della Croce
- Via dei Prefetti
- Via di Ripetta
- Via Margutta
- Via Sistina
- Via Tomacelli
- Via Vittoria

## Palats
- Palazzo Borghese
- Palazzo Firenze
- Palazzo Ruspoli

## Kyrkor
- All Saints Anglican Church
- Gesù e Maria
- Madonna del Divino Amore
- Resurrezione di Nostro Signore Gesù Cristo
- Santi Ambrogio e Carlo al Corso
- Sant'Antonio dei Portoghesi
- Sant'Atanasio dei Greci
- San Giacomo in Augusta (tidigare San Giacomo degli Incurabili)
- Santi Giorgio e Martiri Inglesi
- San Giovanni Battista de La Salle
- San Girolamo dei Croati
- San Gregorio dei Muratori
- San Gregorio Nazianzeno
- Sant'Ivo dei Brettoni
- Santa Lucia della Tinta
- Santa Maria della Concezione in Campo Marzio
- Santa Maria dei Miracoli
- Santa Maria in Montesanto
- Santa Maria del Popolo
- Santa Maria in Porta Paradisi
- San Nicola dei Prefetti
- San Rocco all'Augusteo
- Santissima Trinità dei Monti
- Santissima Trinità degli Spagnoli

### Dekonsekrerade kyrkor
- Santi Giuseppe e Orsola
- Oratorio del Santissimo Sacramento e San Lorenzo Martire

### Rivna kyrkor
- San Trifone in Posterula

## Villor och trädgårdar
- Pincio
- Villa Medici

## Andra monument
- Ara Pacis
- Augustus mausoleum